# Siya Kolisi
Siyamthanda Kolisi (* 16. června 1991, Port Elizabeth) je ragbista hrající na pozici levého rváčka. Hraje za jihoafrický klub Sharks soutěž United Rugby Championship. V roce 2012 a 2014 vyhrál jihoafrickou ligu s týmem Western Province.  
Jako kapitán dovedl jihoafrickou reprezentaci k titulům na MS 2019 a MS 2023. Také se stal jako kapitán vítěz Rugby Championship v roce 2019 a 2024. Stal se prvním černošským kapitánem JAR v historii. Získal 3. místo na MS 2015. V roce 2021 byl vybrán World Rugby do nejlepší sestavy světa.